# Xin'an (köping i Kina, Guangxi, lat 23,30, long 107,53)
Xin'an (kinesiska: 新安镇, 新安) är en köping i Kina. Den ligger i den autonoma regionen Guangxi, i den södra delen av landet, omkring 97 kilometer nordväst om regionhuvudstaden Nanning. Antalet invånare är 49237. Befolkningen består av 23 711 kvinnor och 25 526 män. Barn under 15 år utgör 19,0 %, vuxna 15-64 år 71 %, och äldre över 65 år 8,0 %.
Genomsnittlig årsnederbörd är 1 705 millimeter. Den regnigaste månaden är juli, med i genomsnitt 293 mm nederbörd, och den torraste är februari, med 32 mm nederbörd.